# Claude St-Jean
Ne doit pas être confondu avec Claude Saint-Jean.
Claude St-Jean est un entraineur de natation né à Shawinigan, au Québec (Canada) le 18 septembre 1954.

## Performances
Entraîneur de niveau 3 du Programme national de certification des entraîneurs (PNCE), Claude St-Jean compte 53 ans d'expérience. Il a été nommé entraîneur de l'année en 1996 et 2006 par Natation Canada, en 1997 au Gala des lauréats de Montréal, et en 1997, 1998, 1999, 2001, 2002, 2003, 2004, 2005 et 2006 par la Fédération de natation du Québec. Il a été directeur du Centre National de Natation de Montréal de 1999 à 2006.
Entraîneur de Marianne Limpert, médaillée d'argent aux Jeux olympiques d'Atlanta en 1996 (plus haut résultat obtenu aux Jeux olympiques par un entraîneur depuis 12 ans), et de Karine Chevrier, médaillée d'argent aux Championnats Pan-Pacifique 1997 et membre de l'équipe olympique de Sydney. Deux de ses nageurs (Karine Chevrier et Michel Boulianne) ont été de l'équipe nationale 1999 pour les Championnats du monde FINA en Chine, les Jeux panaméricains au Canada et les Championnats Pan-Pacifique en Australie. En 2000, Alexandre Pichette a été membre de l'équipe canadienne pour les Universiades en Espagne. En 2001, Jennifer Carroll et Audrey Lacroix ont participé aux Championnats du monde FINA à Fukuoka. En 2001, grâce à son précédent travail, la nageuse Jennifer Carroll signe un record mondial au 50 mètres dos. En 2002, Marianne Limpert et Audrey Lacroix se sont qualifiées pour les Jeux du Commonwealth à Manchester en Angleterre. Ses nageurs se sont mérités quarante-cinq (45) médailles sur le circuit des Championnats du monde.
En 2003, Marianne Limpert et Greg Arkhurst ont participé aux Championnats du monde FINA à Barcelone. Audrey Lacroix a remporté une médaille d'or et trois médailles d'argent aux Jeux panaméricains en République Dominicaine. Alexandre Pichette, Michelle Laprade et Michel Boulianne ont participé aux Universiades en Corée du Sud. En 2004, Audrey Lacroix a remporté une médaille de bronze aux Championnats du monde d'Indianapolis. En 2005, Audrey Lacroix s'est qualifiée pour les Championnats du monde de Montréal et Michelle Laprade pour les Universiades en Turquie. En 2006, Audrey Lacroix a remporté deux médailles de bronze aux Jeux du Commonwealth en Australie et a battu le record canadien du 100 mètres papillon. Elle a été finaliste aux Championnats Pan Pacifique à Victoria et s'est qualifiée pour les Championnats du Monde FINA 2007 en Australie, où elle s'est classée 5e au 200 mètres papillon, réalisant un temps qui l'a propulsé parmi les meilleures au monde. En 2008, Jennifer Carroll a participé aux Championnats du monde à Manchester en Angleterre, réalisant la meilleure performance canadienne lors de la finale du 50 mètres dos. Audrey Lacroix a également participé aux Jeux olympiques de Beijing en 2008, participant à la demi-finale du 200 mètres papillon ainsi qu'à la finale du relais 4 × 100 libre féminin.
Actuellement, il est l'entraîneur-chef du Club Aquatique de Montréal. Ses nageurs s'illustrent tant sur la scène provinciale que nationale et qu'internationale. Ses méthodes d'entraînements sont avant-gardistes, d'où les excellents résultats obtenus depuis de nombreuses années.